# Partit Popular Italià (1919)
El Partit del Poble italià (italià: Partito Popolare Italiano, PPI), de vegades anomenat Partit Popular italià, va ser un partit polític cristiano-demòcrata a Itàlia inspirat en l'ensenyament social catòlic. Va estar actiu durant la dècada del 1920, però es va desdoblar perquè estava dividida profundament entre els elements pro i anti-feixistes. La seva plataforma demanava un Senat electiu, representació proporcional, corporativisme, reforma agrària, sufragi de les dones, descentralització política, independència de l'Església catòlica i legislació social.

## Història
El Partit Popular italià va ser fundat el 1919 per Luigi Sturzo, un sacerdot catòlic sicilià. El PPI tenia el suport del papa Benet XV per oposar-se al Partit Socialista Italià (PSI). El partit va recolzar diverses reformes socials, incloses les bases d'un estat del benestar, el sufragi de les dones i la votació de la representació proporcional.
A les eleccions generals de 1919, la primera a la qual va participar el PPI, el partit va obtenir el 20,5% dels vots i 100 escons a la Cambra dels Diputats, resultat pràcticament confirmat el 1921. El PPI era el segon partit polític italià més gran després del PSI en aquell moment. Els seus feus es trobaven a l'interior del Vèneto i al nord-oest de la Llombardia. El 1919, el partit va guanyar el 42,6% al Vèneto (el 49,4% a Vicenza), el 30,1% a Llombardia (64,3% a Bèrgam), el 24,4% a Friül-Venècia Júlia, el 27,3% a les Marques i el 26,2% al Laci, tot i que era més dèbil al Piemont i al sud d'Itàlia.
El PPI es dividia principalment en dues faccions: els "demòcrates cristians" eren favorables a un acord amb els socialistes, mentre que els "clericalistes moderats" donaven suport a una aliança amb els partits liberals, que finalment succeí. Entre aquests darrers s'incloïa Alcide De Gasperi. Alguns populars van participar en el primer govern de Benito Mussolini el 1922, portant el partit a una divisió entre els opositors a Mussolini i els que van donar-li suport. Aquests últims finalment es van incorporar al Partit Nacional Feixista. La majoria dels membres del PPI van participar després en la democràcia cristiana .
John Molony argumenta que «Al final, l'estat feixista italià i el Vaticà van treballar de la mà per ajudar a destruir el Partito Popolare.» Afegeix que els liberals i els socialistes odiaven el PPI gairebé tant com ho feien els feixistes i ho veien també. el temps que calia en la lluita per la democràcia a Itàlia.

## Ideologia
Les fonts ideològiques del partit es trobaven principalment en l'ensenyament social catòlic, les doctrines democràtiques cristianes desenvolupades a partir del segle xix i endavant, el pensament polític de Romolo Murri i Luigi Sturzo. L' encíclica papal Rerum novarum (1891) del papa Lleó XIII, va oferir una base per a la doctrina social i política.

## Resultats electorals
| Cambra dels Diputats |                 |      |           |     |                   |
| Any                  | Vots            | %    | Escons    | +/− | Líder             |
| 1919                 | 1,167,354 (2nd) | 20.5 | 100 / 508 | –   | Luigi Sturzo      |
| 1921                 | 1,347,305 (2nd) | 20.4 | 108 / 535 | 8   | Luigi Sturzo      |
| 1924                 | 645,789 (2nd)   | 9.0  | 39 / 535  | 69  | Alcide De Gasperi |
| 1929                 | Prohibit        | –    | 0 / 400   | 39  | Alcide De Gasperi |
| 1934                 | Prohibit        | –    | 0 / 400   | –   | Alcide De Gasperi |